# Maienfeld

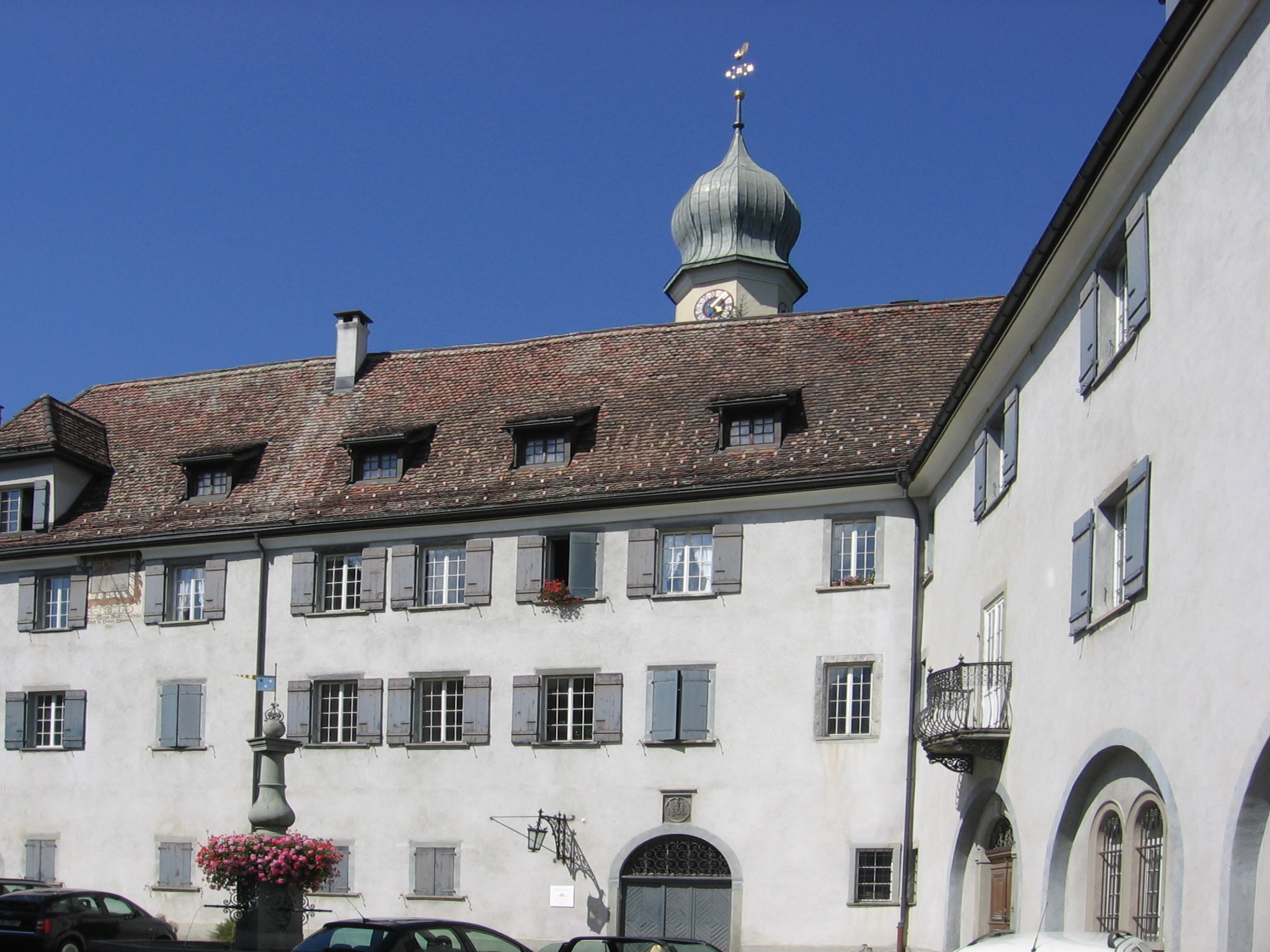

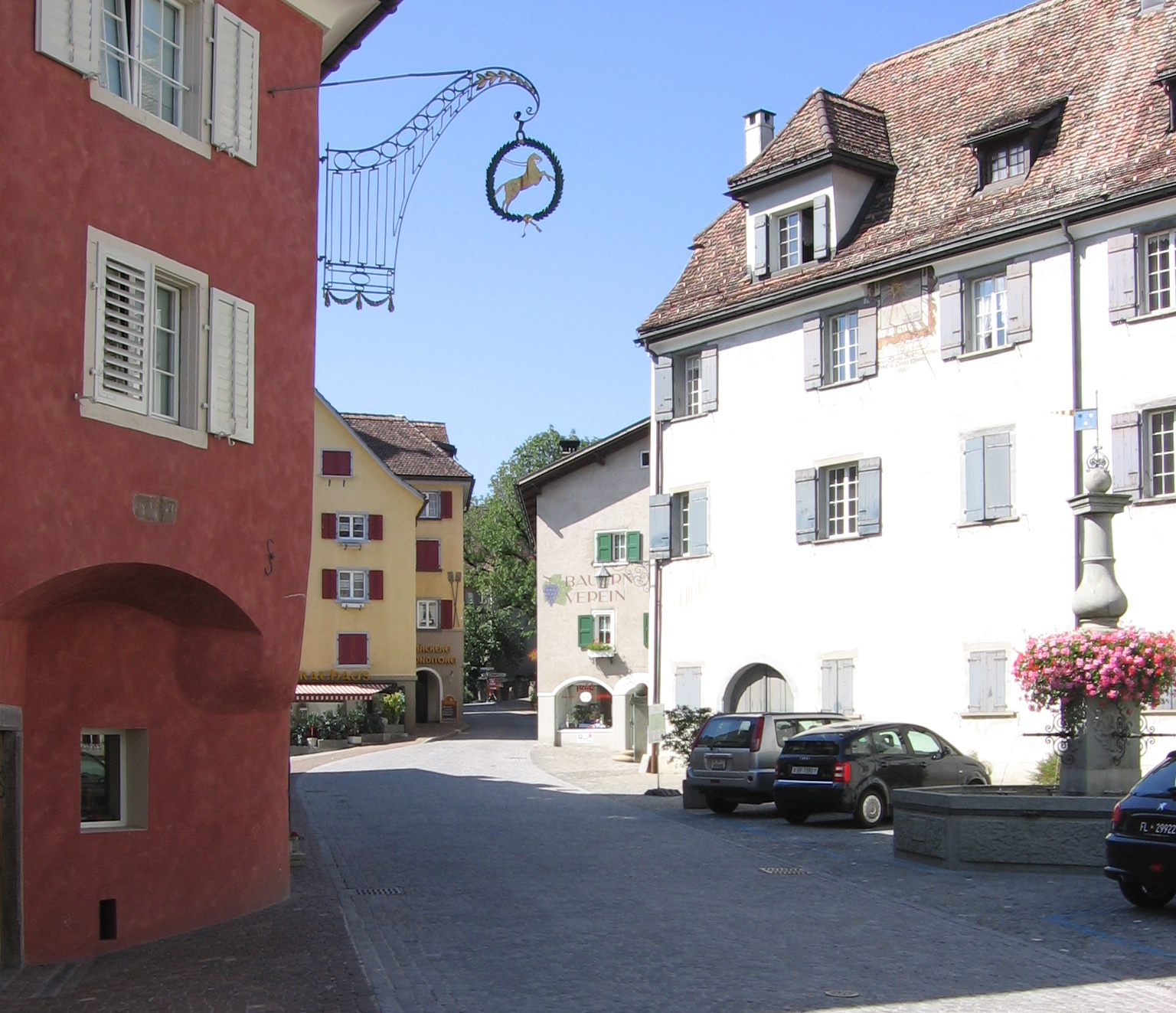

Maienfeld (rm. Maiavilla) – miasto i gmina o pow. 32,33 km² w Szwajcarii w kantonie Gryzonia, w regionie Landquart. Ośrodek osadnictwa przedhistorycznego, znane dziś z hodowli koni i uprawy winorośli. Johanna Spyri, autorka powieści "Heidi", znaczną część jej fabuły umieściła w Maienfeldzie.

## Demografia
W Maienfeldzie mieszka 3 029 osób. W 2020 roku 9,8% populacji gminy stanowiły osoby urodzone poza Szwajcarią. 

## Transport
Przez teren gminy przebiegają autostrada A13 oraz drogi główne nr 3, nr 13, nr 28 i nr 414.